# Вассилян, Ларисса
Ларисса Вассилян (нем. Larissa Vassilian; род. 17 июня 1976, Констанц, Германия) — немецкая журналистка. Известность ей принёс подкаст «Неспящие в Мюнхене», который она ведёт под псевдонимом Анник Рубенс. Она является одной из самых успешных подкастеров Германии.

## Ранние годы
Ларисса Вассилян родилась 17 июня 1976 года в городе Констанце на берегу Боденского озера в семье немки из Баварии (Сильвия Вассилян) и армянина. Она посещала Гимназию имени Франц-Марка в Маркт-Швабене. После окончания гимназии поступила в Мюнхенский университет Людвига-Максимилиана, где с 1995-го по 2003-й изучала в рамках магистерской программы американскую историю, политику и этнологию. В 2004-м заочно окончила Лондонскую школу журнализма по специальности Freelance and Feature Writing.

## Становление как журналиста
В своей журналистской карьере Ларисса прошла через многочисленные этапы. Она работала в качестве практикантки или внештатного сотрудника в различных печатных изданиях. Какое-то время она работала внештатным журналистом для Süddeutsche Zeitung в Эберсберге, для вечерней газеты совсем недолго (всего три дня!), а также для Мюнхенского издания газеты Bild (2001). С 2004 до 2005 кроме всего остального Ларисса Вассилян работала в качестве редактора отдела Кино и Телевидение для изданий GONG и Bild+Funk. Как внештатный сотрудник писала она с 2003 по 2007 кинорецензии для баден-вюртембергской молодёжной газеты yaez (издательство Yaez), для которого она теперь снова пишет с 2009 года. Кроме того она активно работает на радио SWR и Bayerischer Runkfunk и пишет систематически статьи на темы Интернет/Компьютеры/Современные средства массовой информации.

## Подкастинг
Параллельно с запущенным в 2005 год подкастом «Бессонные ночи в Мюнхене» вместе с Тимо Хетцелем Лариса выпускала вплоть до 1 октября 2006 года ещё один подкаст, «Фильмы и не только», к которому также прилагался и сопутствующий видео-подкаст.
Ларисса работает активно над ещё несколькими менее известными подкаст-проектами: Audible Hörletter (коммерческий подкаст) и Handling Hören. 

Коммерческие подкасты Trackcast и Podparade (для радио Бавария 3) в данные момент приостановлены. Для IKEA-подкаста она выпустила первые три эпизода, после этого взаимное сотрудничество прекратилось.

Существовавший некоторое время подкаст Анник рекомендует со временем перекочевал в одну из рубрик подкаста «Бессонные ночи в Мюнхене». Кроме того она является автором подкаст-портала 99 подкастов.
С недавнего времени Ларисса Вассилян покоряет теперь и англоязычную аудиторию своим популярным подкастом Немецкий не спеша , который помогает школьникам, изучающим немецкий язык.
После 400-го эпизода 19 сентября 2006 года настала небольшая творческая пауза в основном её некоммерческом подкасте «Бессонные ночи в Мюнхене» . После непродолжительной паузы с 5 декабря начался второй этап подкаста, но теперь уже в еженедельном ритме, вместо предыдущего ежедневного. При этом появилась новая и любимая слушателями рубрика Подвела, в которой она вела переписку с Енс-Уве Краузе. Эта рубрика приостановилась после того, как у Краузе в декабре 2008 года появились дети. С 2006 года она является доцентом на кафедре «музыкального журнализма» в институте музыки и театра в Мюнхене. Она преподаёт также в школе электронных средств массовой информации в Бабельсберге, в школе журналистов в Мюнхене, в мюнхенском институте молодых публицистов, школе аудиоинжиниринга, в вечернем образовательном университете и многих других учебных заведениях.
С марта 2009 года выпускает Вассилян вместе с загадочным лосём Мосом видео-подкаст Вместо-ТВ.

## Награды
- В 2005 г. получила на американском Podcast Awards награду в категории лучший неанглийский подкаст.
- В 2006 г. отмечена почётной премией на первом немецком Podcast Awards.
- В 2008 г. стала победительницей на европейском Podcast Award в категории «выдающаяся личность»

## Другие публикации
- Путешествие Финны в пижаме, ISBN 9783000263347
- Подкастинг. Книга для начинающего аудиоблогера. O’Reilly 2006, ISBN 3897214598
- Лев празднует день рождения, издательство Carlsen , 1998, ISBN 3551039216 (Часть книги доступна на textontime.de)